# 幻想曲 (ベートーヴェン)
幻想曲 ト短調 作品77は、ルートヴィヒ・ヴァン・ベートーヴェンが作曲したピアノ曲。

## 概要
この作品はムツィオ・クレメンティの委嘱を受けて作曲された。自筆譜には1809年と記入されており、ルドルフ大公が遺した目録より同年10月に作曲されたことがわかっている。ロンドンを拠点とするクレメンティの出版社が1810年に初版を世に出したが、その2か月後の11月にはブライトコプフ・ウント・ヘルテルからも出版されている。フランツ・ブルンスヴィック伯爵へと献呈された。
曲は即興の名手であった作曲者の即興演奏を写し取ったかの如く、非常に自由な構成を取る。冒頭から書き連ねられる様々な要素が最終的に変奏曲を導いており、カール・チェルニーは「ポプリで次から次へと繋がる、複合形式の」変奏曲であると評している。ベートーヴェンのピアノ作品としては特異な位置を占める本作であるが、ピアニストのジョナサン・ビスは以下の根拠から、この幻想曲がピアノソナタ第24番と対になる作品ではないかと考察している。
1. 作品番号が連続していること[注 1]。
2. 両曲とも当時としては珍しい調性を選択しており、なおかつそれらが互いに近親調であること[注 2]。
3. ピアノソナタの自筆原稿の表紙に「No2」と書かれていること[6][注 3]。

自由な筆致によって書かれた本作は、ロマン派の時代の到来を予感させる。

## 演奏時間
約9分。

## 楽曲構成
アレグロ、4/4拍子、ト短調の急速な下降音階で開始し、音階の合間にポーコ・アダージョの穏やかな楽想が奏されていく。その中に聞こえる譜例1はピアノソナタ第31番やその他の楽曲にも現れており、この旋律に対する作曲者の愛着が窺われる。
譜例1
アレグロ・マ・ノン・トロッポ、6/8拍子、変ロ長調となり明るい素材が出されるが発展せずに静まっていき、突如カデンツァ風のパッセージが荒々しく出される。下降音階を挟んでアレグロ・コン・ブリオ、2/4拍子、ニ短調となり情熱的な楽想が弾き進められる。続くアダージョ、2/4拍子、変イ長調のつぶやくような主題は下降音階を挿入して繰り返され、プレスト、ロ短調へ続く。ピウ・プレスト、6/8拍子として加速すると対位法的な処理ものぞかせつつ一気に駆け抜け、アダージョのつぶやきが戻ってくる。続いてアレグレット、2/4拍子、ロ長調に転じて譜例2の主題が奏される。
譜例2
主題の後には7回の変奏が続き、一貫して明るく喜ばしい気分で進められる。下降音階が挿入されて変奏が終わりを迎えると、変奏の主題に始まるコーダとなり最終変奏のリズムパターンを使って大きく盛り上がる。下降音階に遮られるとアダージョに落ち着き、変奏主題が静かに奏でられた後、下降音階で全曲に終止符を打つ。